# Man in Black - The Very Best of Johnny Cash
Man in Black - The Very Best of Johnny Cash è un doppio album raccolta dell'artista country statunitense Johnny Cash, pubblicato nel 2002 dalla Legacy Recordings.

## Il disco
Le note interne del booklet inserito nel compact disc, contengono gli auguri per il settantesimo compleanno di Johnny Cash da parte di famigliari dell'artista e di numerosi musicisti che gli rendono omaggio, tra i quali Paul McCartney, Bono, Willie Nelson, Leonard Cohen, Dave Matthews, Tom Waits, Chrissie Hynde, Keith Richards, Tom Petty, Kris Kristofferson, Elvis Costello, Ray Davies, Nick Lowe, Kirk Hammett dei Metallica, Henry Rollins, Nick Cave, Shawn Crahan e Corey Taylor degli Slipknot.

## Tracce
CD 1
1. Hey Porter (Cash) – 2:13
2. Cry! Cry! Cry! (Cash) – 2:24
3. So Doggone Lonesome (Cash) – 2:36
4. I Walk the Line (Cash) – 2:44
5. Get Rhythm (Cash) – 2:12
6. There You Go (Cash) – 2:47
7. Ballad of a Teenage Queen (Jack Clement) – 2:10
8. Big River (Cash) – 2:31
9. Guess Things Happen That Way (Clement) – 1:49
10. All Over Again (Cash) – 2:12
11. Don't Take Your Guns to Town (Cash) – 3:03
12. Five Feet High and Rising (Cash) – 1:45
13. The Rebel - Johnny Yuma (R. Markowitz, A. Fanedy) – 1:52
14. Forty Shades of Green (Cash) – 2:54
15. Tennessee Flat-Top Box (Cash) – 2:58
16. I Still Miss Someone (Cash) – 3:06
17. Ring of Fire (June Carter, Merle Kilgore) – 2:35
18. Stand by Your Man (Cash) – 2:42
19. The Ballad of Ira Hayes (Peter Lafarge) – 2:42
20. Were You There (When They Crucified My Lord) (Cash) – 3:50

CD 2
1. I Ain't Me, Babe (Bob Dylan) – 3:03
2. Orange Blossom Special (Ervin T. Rouse) – 3:07
3. The One On the Right Is On the Left (Clement) – 2:48
4. Jackson (J. Leiber, B. Edd Wheeler) – 2:45
5. Folsom Prison Blues (Cash) – 2:43 (live)
6. Daddy Sang Bass (Carl Perkins) – 2:20
7. Girl From the North Country (Dylan) – 3:42
8. A Boy Named Sue (Shel Silverstein) – 3:47 (live)
9. If I Were a Carpenter (Tim Hardin) – 2:59
10. Sunday Morning Coming Down (Kris Kristofferson) – 4:10 (live)
11. Flesh and Blood (Cash) – 2:36
12. Man in Black (Cash) – 2:52
13. Ragged Old Flag (Cash) – 3:09
14. One Piece at a Time (Wayne Kemp) – 4:01
15. (Ghost) Riders In the Sky (Stan Jones) – 3:45
16. Song of the Patriot (M. Robbins, S. Milete) – 3:29
17. Highwayman (J. Webb) – 3:03
18. The Night Hank Williams Came to Town (B. Braddock, C. Jennings) – 3:24
19. The Wanderer (Bono Vox) – 4:44
20. Man in White (Cash) – 5:32

## Formazione
- Johnny Cash - voce, chitarra
- Luther Perkins, Carl Perkins, Jack Clement, Bob Wootton, Johnny Western, Norman Blake - chitarre
- Marshall Grant - basso
- W.S. Holland, Buddy Harman - batteria
- Marvin Hughes, Floyd Cramer, Bill Pursell - piano
- Don Helms, Gordon Terry - archi
- Charlie McCoy - armonica
- The Carter Family, The Anita Kerr Singers, June Carter, The Statler Brothers - cori